# NGC 5335
NGC 5335 は、おとめ座の方向に約2億2500万光年離れた位置にある棒渦巻銀河である。
天の川銀河などに見られる明瞭な渦状腕に乏しいため羊毛状渦巻銀河でもある。この銀河は1828年4月9日に、ジョン・ハーシェルによって発見された。特徴的な棒状構造はガスを銀河中心に向かって内向きに導き、星形成を促進しているとされる。1996年3月25日に、アメリカの天文学者Jean Muellerが、銀河中心から西に57.8秒、南に22秒離れた位置で、la型超新星 SN1996Pを発見した。